# Василевский, Филипп Константинович
Василевский Филипп Константинович — международный мастер спорта, победитель первенств мира по русским и бразильским шашкам.

## Биография
Международный мастер спорта из города Киров. Победитель первенств мира по русским и бразильским шашкам по версии МАРШ и FMJD. 19 раз становился победителем первенств России по русским шашкам (10 раз блиц, 5 раз рапид, 4 раза с классическим контролем). 3 раза выигрывал чемпионат страны среди мужчин в составе сборной Свердловской области. Чемпион России по шашечной композиции среди мужчин. Победитель открытого чемпионата Франции по русским шашкам (2019 год). Победитель открытого чемпионата Германии по бразильским шашкам (2019 год). Бывший член юношеской и мужской сборных России по русским шашкам.
В качестве тренера участвовал в подготовке нескольких победителей первенств мира по шашкам.
Окончил Национальный Исследовательский Университет имени Лобачевского.
В разное время выступал за сборные команды трёх регионов: Кировской, Свердловской и Нижегородской областей.